# Лозовая (Кегичёвский район)
Лозовая (укр. Лозова) — село,
Лозовский сельский совет,
Кегичёвский район,
Харьковская область, Украина.
Код КОАТУУ — 6323182001. Население по переписи 2001 года составляет 832 (393/439 м/ж) человека.
Является административным центром Лозовского сельского совета, в который не входят другие населённые пункты.

## Географическое положение
Село Лозовая находится на левом берегу реки Берестовая, выше по течению примыкает к селу Парасковия (Нововодолажский район), ниже по течению и на противоположном берегу примыкает к селу Медведевка.
Село располагается в балке Лозовая по которой протекает пересыхающий ручей с запрудами.
Село вытянуто вдоль балки на 11 км.
Юго-восточная часть села раньше была селом Маяк.

## История
- 1930 — дата основания.

## Экономика
- Молочно-товарная и свино-товарная ферма.
- «Злагода», сельскохозяйственное ЧП.

## Объекты социальной сферы
- Школа.
- Спортивная площадка.

## Достопримечательности
- Братская могила советских воинов.

## Религия
- Свято-Вознесенский храм.